# 원진호 (연극 배우)
원진호(1990년 ~ )는 대한민국의 연극 배우이다.

## 학력
- 1997년 ~ 2003년 서울대현초등학교 (졸업)
- 2003년 ~ 2006년 대명중학교 (졸업)
- 2006년 ~ 2009년 영동고등학교 (졸업)
- 2009년 ~ 2014년 동아방송예술대학교 공연예술계열 연극전공 전문학사 (졸업)

## 드라마
- 2022년 KBS2 크레이지 러브
- 2017년 KBS2 학교 2017

## 연극
- 2019년 그남자 그여자 - 울산
- 2016년 신묘리 반상회
- 2015년 상어
- 2015년 영안실